# Villers-Vermont
Villers-Vermont ist eine französische Gemeinde mit 121 Einwohnern (Stand 1. Januar 2022) im Département Oise in der Region Hauts-de-France. Die Gemeinde liegt im Arrondissement Beauvais und ist Teil der Communauté de communes de la Picardie Verte und des Kantons Grandvilliers.

## Geographie
Die Gemeinde, zu der auch ein Teil des Walds Bois de Mercastel gehört, liegt rund zwölf Kilometer südlich von Formerie und südlich des Thérain an der Grenze zum Département Seine-Maritime. Teile der Gemeinde sind das Schloss von Mercastel und die Weiler oder Häusergruppen Le Quesnoy, Le Mont Hénot, Le Mont Hulin, La Ferrière und Les Frais Lieux. Im Westen hat die Gemeindegrenze gegen Doudeauville und Haussez einen auffallend unregelmäßigen Verlauf.

## Einwohner
| 1962 | 1968 | 1975 | 1982 | 1990 | 1999 | 2006 | 2011 |
| ---- | ---- | ---- | ---- | ---- | ---- | ---- | ---- |
| 141  | 156  | 117  | 113  | 108  | 120  | 109  | 126  |

## Verwaltung
Bürgermeisterin (maire) ist seit 2014 Marguerite Biron.

## Sehenswürdigkeiten
- Schloss von Mercastel aus dem 17. und 18. Jahrhundert, 1966 teilweise als Monument historique eingetragen[1]
- Kirche Saint-Martin mit drei Grabplatten der Familie de Mercastel
- Kapelle Sainte-Trinité
- Kapelle Saint-Antoine